# Neil A. Armstrong Repüléskutató Központ
A Dryden Repüléskutató Központ (angolul: Dryden Flight Research Center, röviden DFRC) a NASA tudományos repüléskutató központja, amely az Edwards légi támaszponton települ. Nevét Hugh Latimer Dryden neves amerikai aeronautikai mérnökről kapta, aki 1965-ben a NASA vezető-helyetteseként halt meg. Dryden nevét 1976. március 26-án vették fel.
Kezdetben a NACA Muroc-i repülési tesztegységeként (Muroc Flight Test Unit) működött (az Edwards korábbi neve), majd 1949-től Nagysebességű-repülés-kutató Állomás (High-Speed Flight Research Station), 1954-től pedig Nagysebességű-repülési Állomás (High-Speed Flight Station) nevet vették fel, egészen 1976-ig így üzemelt.
A Dryden a NASA elsődleges repüléskutató központja, itt tesztelik a legfejlettebb repülőeszközöket. Egyben honi bázisa a Shuttle Carrier Aircraft-nek (SCA). 2004-ig a Dryden üzemeltette a legöregebb B–52 Stratofortresst (egy B-t, 008-as farokjelzéssel, NB–52B, hívójele Balls 8), amelyet a tesztrepülések anyarepülőgépévé alakítottak át. Az úgynevezett X-repülőket is itt tesztelték először.